# Ymer Kashari
Ymer Mustafa Kashari, pseudonim artystyczny: Suzi (ur. na początku XVIII wieku w Tiranie, zm. ?) – albański i osmański poeta, suficki szejk.
Pisał w językach albańskim i osmańskim. Jedna z nielicznych zachowanych od jego autorstwa pod tytułem Elif wyróżniała się strukturą, którą wprowadził do ówczesnej albańskojęzycznej poezji; utwór ten zawierał 28 wierszy zapisanych w alfabecie arabskim, z czego pierwszy zaczynał się od litery alif (ﺍ), a ostatni literą yāʾ (ﻱ). Oda ta jest także najstarszym utworem literackim napisanym w dialekcie gegijskim języka albańskiego.

## Życie prywatne
Jego synem był Said Efendiu, także poeta.